# Doomsday (1928)
Doomsday (bra: Escrava por Amor) é um filme estadunidense de 1928, do gênero drama romântico, dirigido por Rowland V. Lee, com roteiro de Julian Johnson, Donald W. Lee e Doris Anderson baseado no romance Doomsday, de George Warwick Deeping.

## Sinopse
O filme conta a história de uma mulher pobre que se casa com um rico latifundiário para ter uma vida melhor, deixando para trás o camponês a quem realmente ama.